# ألباني (جورجيا)
ألباني (بالإنجليزية: Albany, Georgia)‏ هي مدينة تقع في مقاطعة دوغرتي بولاية جورجيا في الولايات المتحدة. تبلغ مساحة هذه المدينة 144.7 (كم²)، وترتفع عن سطح البحر 62 م، بلغ عدد سكانها 77434 نسمة في عام 2010 حسب إحصاء مكتب تعداد الولايات المتحدة.

## التركيبة السكانية
حدّد مكتب تعداد الولايات المتحدة بيانات التركيبة السكانية لألباني في تعداد الولايات المتحدة. في ما يلي، التركيبة السكانية حسب تعدادي 2000 و2010.

### تعداد عام 2000
بلغ عدد سكان ألباني 76,939 نسمة بحسب تعداد عام 2000، وبلغ عدد الأسر 28,620 أسرة وعدد العائلات 18,883 عائلة مقيمة في المدينة. في حين سجلت الكثافة السكانية 532.1 نسمة لكل كيلومتر مربع (1,378.1/ميل2). وبلغ عدد الوحدات السكنية 32,062 وحدة بمتوسط كثافة قدره 221.7 لكل كيلومتر مربع (574.2/ميل2).
وتوزع التركيب العرقي للمدينة بنسبة 33.21% من البيض و64.80% من الأمريكيين الأفارقة و0.21% من الأمريكيين الأصليين و0.60% من الأمريكيين ذوي الأصول الآسيوية و0.03% من سكان جزر المحيط الهادئ و0.45% من الأعراق الأخرى و0.71% من عرقين مختلطين أو أكثر و1.23% من الهسبانيون أو اللاتينيون من أي عرق.
بلغ عدد الأسر 28,620 أسرة كانت نسبة 37.9% منها لديها أطفال تحت سن الثامنة عشر تعيش معهم، وبلغت نسبة الأزواج القاطنين مع بعضهم البعض 36.6% من أصل المجموع الكلي للأسر، ونسبة 25.2% من الأسر كان لديها معيلات من الإناث دون وجود شريك،  بينما كانت نسبة 4.2% من الأسر لديها معيلون من الذكور دون وجود شريكة وكانت نسبة 34% من غير العائلات. تألفت نسبة 28.8% من أصل جميع الأسر من عدة أفراد يعيشون في نفس المنزل ونسبة 9.6% كانت تتألف من شخص يعيش بمفرده يبلغ من العمر 65 عاماً أو أكثر. وبلغ متوسط حجم الأسرة المعيشية 2.54، أما متوسط حجم العائلات فبلغ 3.14.
بلغ العمر الوسطي للسكان 31.1 عاماً. وكانت نسبة 27.3% من القاطنين تحت سن الثامنة عشر، وكانت نسبة 10.2% بين الثامنة عشر والرابعة والعشرين عاماً، ونسبة 26.7% كانت واقعةً في الفئة العمرية ما بين الخامسة والعشرين والرابعة والأربعين عاماً، ونسبة 19.2% كانت ما بين الخامسة والأربعين والرابعة والستين، ونسبة 11.1% كانت ضمن فئة الخامسة والستين عاماً فما فوق. يوجد لكل 100 أنثى 84.1 ذكر، ويوجد لكل 100 أنثى في الثامنة عشر من عمرها فما فوق 78.2 ذكر.
بلغ متوسط دخل الأسرة في المدينة 28,639 دولارًا، أما متوسط دخل العائلة فبلغ 33,843 دولارًا. وكان متوسط دخل الذكور 30,204 دولارًا مقابل 22,268 دولارًا للإناث. وسجل دخل الفرد الخاص بالمدينة 15,485 دولارًا. وكانت نسبة 21.5% من العائلات ونسبة 27.1% من السكان تحت خط الفقر، وكان من هؤلاء نسبة 38.8% تحت سن الثامنة عشر ونسبة 18.9% في الخامسة والستين من العمر وما فوق.

### تعداد عام 2010
بلغ عدد سكان ألباني 77,434 نسمة بحسب تعداد عام 2010، وبلغ عدد الأسر 29,781 أسرة وعدد العائلات 18,515 عائلة مقيمة في المدينة. في حين سجلت الكثافة السكانية 535.5 نسمة لكل كيلومتر مربع (1,386.9/ميل2). وبلغ عدد الوحدات السكنية 33,436 وحدة بمتوسط كثافة قدره 231.2 لكل كيلومتر مربع (598.8/ميل2).
وتوزع التركيب العرقي للمدينة بنسبة 25.25% من البيض و71.62% من الأمريكيين الأفارقة و0.19% من الأمريكيين الأصليين و0.82% من الأمريكيين ذوي الأصول الآسيوية و0.11% من سكان جزر المحيط الهادئ و0.88% من الأعراق الأخرى و1.14% من عرقين مختلطين أو أكثر و2.06% من الهسبانيون أو اللاتينيون من أي عرق.
بلغ عدد الأسر 29,781 أسرة كانت نسبة 34.9% منها لديها أطفال تحت سن الثامنة عشر تعيش معهم، وبلغت نسبة الأزواج القاطنين مع بعضهم البعض 29.7% من أصل المجموع الكلي للأسر، ونسبة 27.7% من الأسر كان لديها معيلات من الإناث دون وجود شريك،  بينما كانت نسبة 4.8% من الأسر لديها معيلون من الذكور دون وجود شريكة وكانت نسبة 37.8% من غير العائلات. تألفت نسبة 31.8% من أصل جميع الأسر من عدة أفراد يعيشون في نفس المنزل ونسبة 9.4% كانت تتألف من شخص يعيش بمفرده يبلغ من العمر 65 عاماً أو أكثر. وبلغ متوسط حجم الأسرة المعيشية 2.46، أما متوسط حجم العائلات فبلغ 3.11.
بلغ العمر الوسطي للسكان 31.4 عاماً. وكانت نسبة 26.4% من القاطنين تحت سن الثامنة عشر، وكانت نسبة 14.2% بين الثامنة عشر والرابعة والعشرين عاماً، ونسبة 25.4% كانت واقعةً في الفئة العمرية ما بين الخامسة والعشرين والرابعة والأربعين عاماً، ونسبة 22.7% كانت ما بين الخامسة والأربعين والرابعة والستين، ونسبة 11.3% كانت ضمن فئة الخامسة والستين عاماً فما فوق. وتوزع التركيب الجنسي للسكان بنسبة 46.1% ذكور و53.9% إناث.

## أعلام
- تشارلز ألين توماس
- ألف أندرسون
- هاري جيمس
- ستيفن إس. غوس
- لو خان
- ري تشارلز
- فيليب فيليبس
- أنجلو تايلور
- ويليام افرايم سميث
- أليس كوتشمان

## وصلات خارجية
- http://www.albany.ga.us
- Cities & Counties - Georgia.gov